# Wereldkampioenschap superbike van Kyalami 1999
Het wereldkampioenschap superbike van Kyalami 1999 was de eerste ronde van het wereldkampioenschap superbike en het wereldkampioenschap Supersport 1999. De races werden verreden op 28 maart 1999 op het Circuit Kyalami nabij Midrand, Zuid-Afrika.
Het raceweekend werd overschaduwd door een zwaar ongeluk van de Zuid-Afrikaan Brett MacLeod in de Supersport-klasse. MacLeod kwam ten val, waarna een andere coureur tegen hem aan reed. Hij overleed op 23-jarige leeftijd aan zijn verwondingen.

## Superbike

### Race 1
| Pos | Nr  | Rijder                | Constructeur | Rondes | Tijd        | Grid | Punten |
| --- | --- | --------------------- | ------------ | ------ | ----------- | ---- | ------ |
| 1   | 1   | Carl Fogarty          | Ducati       | 25     | 43:35.637   | 2    | 25     |
| 2   | 11  | Troy Corser           | Ducati       | 25     | +5.257      | 1    | 20     |
| 3   | 111 | Aaron Slight          | Honda        | 25     | +9.779      | 3    | 16     |
| 4   | 41  | Noriyuki Haga         | Yamaha       | 25     | +13.181     | 4    | 13     |
| 5   | 5   | Colin Edwards         | Honda        | 25     | +14.535     | 6    | 11     |
| 6   | 4   | Akira Yanagawa        | Kawasaki     | 25     | +16.547     | 5    | 10     |
| 7   | 7   | Pierfrancesco Chili   | Suzuki       | 25     | +32.857     | 14   | 9      |
| 8   | 6   | Gregorio Lavilla      | Kawasaki     | 25     | +37.099     | 11   | 8      |
| 9   | 20  | Doriano Romboni       | Ducati       | 25     | +45.691     | 7    | 7      |
| 10  | 33  | Robert Ulm            | Kawasaki     | 25     | +54.185     | 8    | 6      |
| 11  | 21  | Katsuaki Fujiwara     | Suzuki       | 25     | +54.424     | 10   | 5      |
| 12  | 22  | Vittoriano Guareschi  | Yamaha       | 25     | +1:09.588   | 15   | 4      |
| 13  | 16  | Andreas Meklau        | Ducati       | 25     | +1:09.938   | 12   | 3      |
| 14  | 38  | Lance Isaacs          | Ducati       | 25     | +1:11.106   | 19   | 2      |
| 15  | 39  | Alessandro Gramigni   | Yamaha       | 25     | +1:26.836   | 16   | 1      |
| 16  | 15  | Igor Jerman           | Kawasaki     | 25     | +1:30.328   | 17   |        |
| 17  | 26  | Jean-Pierre Jeandat   | Honda        | 25     | +1:44.035   | 18   |        |
| 18  | 23  | Jiří Mrkývka          | Ducati       | 24     | +1 ronde    | 20   |        |
| 19  | 24  | Vladimír Karban       | Suzuki       | 24     | +1 ronde    | 21   |        |
| DNF | 19  | Lucio Pedercini       | Ducati       | 16     | Ongeluk     | 13   |        |
| DNF | 18  | Carlos Macias Perdomo | Ducati       | 16     | Ongeluk     | 22   |        |
| DNF | 40  | Giuliano Sartoni      | Ducati       | 3      | Uitgevallen | 23   |        |
| DNF | 9   | Peter Goddard         | Aprilia      | 2      | Ongeluk     | 9    |        |

### Race 2
| Pos | Nr  | Rijder                | Constructeur | Rondes | Tijd        | Grid | Punten |
| --- | --- | --------------------- | ------------ | ------ | ----------- | ---- | ------ |
| 1   | 1   | Carl Fogarty          | Ducati       | 25     | 43:41.963   | 2    | 25     |
| 2   | 111 | Aaron Slight          | Honda        | 25     | +6.073      | 3    | 20     |
| 3   | 11  | Troy Corser           | Ducati       | 25     | +7.279      | 1    | 16     |
| 4   | 5   | Colin Edwards         | Honda        | 25     | +12.401     | 6    | 13     |
| 5   | 4   | Akira Yanagawa        | Kawasaki     | 25     | +15.632     | 5    | 11     |
| 6   | 6   | Gregorio Lavilla      | Kawasaki     | 25     | +19.634     | 11   | 10     |
| 7   | 9   | Peter Goddard         | Aprilia      | 25     | +21.521     | 9    | 9      |
| 8   | 7   | Pierfrancesco Chili   | Suzuki       | 25     | +25.508     | 14   | 8      |
| 9   | 20  | Doriano Romboni       | Ducati       | 25     | +25.660     | 7    | 7      |
| 10  | 21  | Katsuaki Fujiwara     | Suzuki       | 25     | +31.415     | 10   | 6      |
| 11  | 33  | Robert Ulm            | Kawasaki     | 25     | +46.765     | 8    | 5      |
| 12  | 19  | Lucio Pedercini       | Ducati       | 25     | +52.192     | 13   | 4      |
| 13  | 22  | Vittoriano Guareschi  | Yamaha       | 25     | +1:03.311   | 15   | 3      |
| 14  | 38  | Lance Isaacs          | Ducati       | 25     | +1:22.799   | 19   | 2      |
| 15  | 15  | Igor Jerman           | Kawasaki     | 25     | +1:26.729   | 17   | 1      |
| 16  | 26  | Jean-Pierre Jeandat   | Honda        | 25     | +1:43.480   | 18   |        |
| 17  | 39  | Alessandro Gramigni   | Yamaha       | 24     | +1 ronde    | 16   |        |
| DNF | 16  | Andreas Meklau        | Ducati       | 24     | Uitgevallen | 12   |        |
| DNF | 24  | Vladimír Karban       | Suzuki       | 22     | Uitgevallen | 21   |        |
| DNF | 41  | Noriyuki Haga         | Yamaha       | 14     | Uitgevallen | 4    |        |
| DNF | 40  | Giuliano Sartoni      | Ducati       | 7      | Uitgevallen | 23   |        |
| DNF | 23  | Jiří Mrkývka          | Ducati       | 6      | Uitgevallen | 20   |        |
| DNF | 18  | Carlos Macias Perdomo | Ducati       | 0      | Uitgevallen | 22   |        |

## Supersport
| Pos | Nr | Rijder               | Constructeur | Rondes | Tijd                | Grid | Punten |
| --- | -- | -------------------- | ------------ | ------ | ------------------- | ---- | ------ |
| 1   | 12 | Iain MacPherson      | Kawasaki     | 23     | 41:52.104           | 3    | 25     |
| 2   | 3  | Stéphane Chambon     | Suzuki       | 23     | +12.515             | 4    | 20     |
| 3   | 21 | Jörg Teuchert        | Yamaha       | 23     | +21.145             | 8    | 16     |
| 4   | 22 | Christian Kellner    | Yamaha       | 23     | +22.500             | 6    | 13     |
| 5   | 51 | Russell Wood         | Yamaha       | 23     | +27.675             | 12   | 11     |
| 6   | 52 | James Toseland       | Honda        | 23     | +29.166             | 17   | 10     |
| 7   | 4  | Paolo Casoli         | Ducati       | 23     | +30.043             | 11   | 9      |
| 8   | 8  | Wilco Zeelenberg     | Yamaha       | 23     | +38.618             | 9    | 8      |
| 9   | 32 | José David de Gea    | Honda        | 23     | +39.640             | 19   | 7      |
| 10  | 25 | William Costes       | Honda        | 23     | +41.919             | 7    | 6      |
| 11  | 34 | Yves Briguet         | Suzuki       | 23     | +44.139             | 22   | 5      |
| 12  | 54 | Graeme van Breda     | Honda        | 23     | +48.728             | 18   | 4      |
| 13  | 26 | Roberto Teneggi      | Ducati       | 23     | +51.091             | 15   | 3      |
| 14  | 7  | Piergiorgio Bontempi | Yamaha       | 23     | +1:04.227           | 27   | 2      |
| 15  | 17 | Pere Riba            | Honda        | 23     | +1:06.117           | 10   | 1      |
| 16  | 18 | Camillo Mariottini   | Kawasaki     | 23     | +1:07.325           | 25   |        |
| 17  | 42 | David Checa          | Ducati       | 23     | +1:08.977           | 34   |        |
| 18  | 31 | Vittorio Iannuzzo    | Yamaha       | 23     | +1:10.718           | 36   |        |
| 19  | 27 | Roberto Panichi      | Bimota       | 23     | +1:11.384           | 28   |        |
| 20  | 46 | Mauro Sanchini       | Ducati       | 23     | +1:14.522           | 29   |        |
| 21  | 24 | Francesco Monaco     | Ducati       | 23     | +1:31.097           | 33   |        |
| 22  | 35 | Christophe Cogan     | Yamaha       | 23     | +1:33.026           | 23   |        |
| 23  | 43 | Norino Brignola      | Bimota       | 23     | +1:51.505           | 30   |        |
| DNF | 1  | Fabrizio Pirovano    | Suzuki       | 21     | Uitgevallen         | 5    |        |
| DNF | 5  | Cristiano Migliorati | Suzuki       | 21     | Uitgevallen         | 24   |        |
| DNF | 33 | Luca Conforti        | Kawasaki     | 13     | Uitgevallen         | 26   |        |
| DNF | 50 | Greg Dreyer          | Honda        | 12     | Uitgevallen         | 13   |        |
| DNF | 23 | Rubén Xaus           | Yamaha       | 9      | Uitgevallen         | 1    |        |
| DNF | 20 | Werner Daemen        | Yamaha       | 8      | Uitgevallen         | 32   |        |
| DNF | 15 | Marco Risitano       | Yamaha       | 7      | Uitgevallen         | 35   |        |
| DNF | 69 | Serafino Foti        | Ducati       | 3      | Uitgevallen         | 31   |        |
| DSQ | 53 | Brad Anassis         | Kawasaki     | 23     | Gediskwalificeerd   | 16   |        |
| DNS | 56 | Stewart MacLeod      | Suzuki       | 0      | Niet gestart        | 20   |        |
| DNS | 5  | Massimo Meregalli    | Yamaha       | 0      | Niet gestart        | 21   |        |
| DNS | 29 | Davide Bulega        | Ducati       | 0      | Niet gestart        | 14   |        |
| DNS | 58 | Brett MacLeod        | Suzuki       | 0      | Dodelijk ongeluk    | 2    |        |
| DNQ | 87 | Tripp Nobles         | Honda        | 0      | Niet gekwalificeerd |      |        |
| DNQ | 19 | Walter Tortoroglio   | Suzuki       | 0      | Niet gekwalificeerd |      |        |
| DNQ | 55 | Michele Malatesta    | Ducati       | 0      | Niet gekwalificeerd |      |        |
| DNQ | 38 | Jan Hanson           | Suzuki       | 0      | Niet gekwalificeerd |      |        |
| DNQ | 57 | Fabio Carpani        | Ducati       | 0      | Niet gekwalificeerd |      |        |
| DNQ | 49 | Mario Innamorati     | Suzuki       | 0      | Niet gekwalificeerd |      |        |
| DNQ | 37 | Marco Borciani       | Honda        | 0      | Niet gekwalificeerd |      |        |
| DNQ | 28 | Guim Roda            | Yamaha       | 0      | Niet gekwalificeerd |      |        |
| DNQ | 44 | Claude-Alain Jäggi   | Honda        | 0      | Niet gekwalificeerd |      |        |

## Tussenstanden na wedstrijd

### Superbike
| Pos | Nr  | Rijder         | Team     | Punten |
| --- | --- | -------------- | -------- | ------ |
| 1   | 1   | Carl Fogarty   | Ducati   | 50     |
| 2   | 111 | Aaron Slight   | Honda    | 36     |
| 3   | 11  | Troy Corser    | Ducati   | 36     |
| 4   | 5   | Colin Edwards  | Honda    | 24     |
| 5   | 4   | Akira Yanagawa | Kawasaki | 21     |

### Supersport
| Pos | Nr | Rijder            | Team     | Punten |
| --- | -- | ----------------- | -------- | ------ |
| 1   | 12 | Iain MacPherson   | Kawasaki | 25     |
| 2   | 3  | Stéphane Chambon  | Suzuki   | 20     |
| 3   | 21 | Jörg Teuchert     | Yamaha   | 16     |
| 4   | 22 | Christian Kellner | Yamaha   | 13     |
| 5   | 51 | Russell Wood      | Yamaha   | 11     |

1998 · 1999 · 2000 · 2001 · 2002 · 2009 · 2010